# Glaphyra semitaiwana
Glaphyra semitaiwana là một loài bọ cánh cứng trong họ Cerambycidae.